# رتیل درختی ارغوانی
رتیل درختی ارغوانی (نام علمی: Avicularia purpurea) نام یک گونه از تیره رتیل است.این گونه رتیل در قسمت های وسیعی از اکوادور یافت می شود.رتیل درختی ارغوانی اندازه به طول ۵ سانتی متردارد.